# Jacqueline Hautenauve
Jacqueline Hautenauve, född 11 juli 1962, är en friidrottare från Belgien. Hon deltog vid olympiska sommarspelen 1988.